# Sagenweg
Der Sagenweg ist eine touristische Straße durch Nordnorwegen und Nordschweden. In Schweden heißt sie Sagavägen, in Norwegen Sagaveien (bokmål) oder Sagavegen (nynorsk).
Sie verläuft in Schweden durch das nördliche Ångermanland und durch Südlappland und in Norwegen durch die Provinz Nordland.

## Verlauf
Die Strecke verläuft von Örnsköldsvik an der „Höga kusten“ bis Brønnøysund an der norwegischen Atlantikküste. Sie verläuft von Örnsköldsvik bis Åsele auf dem Länsväg 348, und dann auf dem Riksväg 90 bis Vilhelmina. Danach zusammen mit der Wildnisstraße (Schweden) (Vildmarksvägen) nach Stalon und weiter via Dikanäs, Kittelfjäll bis zum Grenzübergang bei Skalmodal. In Norwegen verläuft die Strecke über Hattfjelldal und Trofors (beide in der Provinz Nordland).